# Ann-Sophie Kimmel
Ann-Sophie Kimmel (* 1994) ist eine deutsche Fernsehmoderatorin.

## Werdegang
Kimmel wuchs im Tübinger Stadtteil Derendingen auf. Nach ihrem Abitur am Carlo-Schmid-Gymnasium Tübingen studierte sie Wirtschaftspsychologie in Stuttgart und zog anschließend nach München. Dort sammelte sie beim Online-Fußballportal Goal.com journalistische Erfahrungen und ist mittlerweile als Reporterin für den Sport-Streamingdienst DAZN sowie das Online-Fußballmagazin FUMS im Einsatz. Für DAZN führt Kimmel vor und nach Spielen der Bundesliga und Champions League Interviews. Zudem führt sie seit April 2020 auf dem Instagram-Kanal der deutschen Fußballnationalmannschaft wöchentlich Gespräche mit deutschen Nationalspielern.

## Privates
Im Juli 2023 wurde bekannt, dass Kimmel mit dem deutschen Handballnationalspieler Djibril M’Bengue liiert ist.